# Austrocidaria gobiata
Austrocidaria gobiata är en fjärilsart som först beskrevs av Felder och Alois Friedrich Rogenhofer 1875.  Austrocidaria gobiata ingår i släktet Austrocidaria och familjen mätare. Inga underarter finns listade i Catalogue of Life.